# Cserepes Gyula
Cserepes Gyula (Zenta, 1986. június 10. - ) koreográfus, táncművész, táncpedagógus. Az Atelier 21220 kortárs előadó-művészeti alkotóműhely alapítója.

## Életpályája
Cserepes Gyula a vajdasági Zentán született, nyolc éves kora óta foglalkozik tánccal. Nagyapja Csasznyi István, vajdasági-, nagybátyja Csasznyi Dénes, magyar szobrászművész.
Általános iskolai tanulmányait Óbecsén, a Zdravko Gložanski Általános Iskolában kezdte el. Jugoszlávia 1999-es NATO bombázását követően családjával a Somogy megyei Marcaliba költözött. A 7-8. osztályt itt végezte el a Noszlopy Gáspár Általános és Alapfokú Művészetoktatási Iskolában. Kiemelkedő művészeti munkájáért Noszlopy-díjjal tüntették ki. Középiskolai tanulmányait 2001-2005 között a Fóti Népművészeti Szakközép-, Szakiskola és Gimnázium néptánc szakán végezte. 2005-2006 között a Budapest Tánciskolában tanult. 2006-2007 között a Budapest Kortárstánc Főiskola kortárstánc művész szakán folytatta tanulmányait. A főiskolán 2019-ben szerzett kortárstánc művész BA diplomát. Ugyanitt 2019-2021 között kortárstánc pedagógusi MA tanulmányokat végzett.
Hivatásos táncművészi pályáját a 2007/2008-as évadban a budapesti Közép-Európa Táncszínháznál kezdte. 2008-tól 2012-ig a szlovén En-Knap Group táncosa volt. 2012-től szabadúszó alkotó- és előadóművész. Előadóművészként számos magyar és nemzetközi koreográfussal, színházi rendezővel, alkotóval dolgozott együtt. 2013-tól a genfi Cie József Trefeli, 2015-től a lausanne-i Cie Philippe Saire dolgozik együtt. A svájci társulatok előadásaival bejárta a világot Mexikótól Maliig, Mozambiktól Ausztráliáig. A tánc mellett színházi előadásokban és filmekben, köztük Nemes Jeles László Oscar-díj nyertes filmjében, a Saul fiában is szerepelt.
Táncpedagógusként számos országban tart tréningeket és kurzusokat. 2015-2021 között az International Dance Week Budapest, 2018-2021 a Színház- és Filmművészeti Egyetem óraadó tanára volt.

## Munkássága
Előadói, alkotói és pedagógusi munkájában egyaránt hangsúlyos szerepet kap néptáncos és kortárstáncos háttere.  Önálló előadásai a helyspecifikustól az interaktív táncelőadásig ívelő skálán mozognak. Munkájának kiindulópontja a ritmus, mint univerzális nyelv. Ezeken az alapokon elindulva olyan innovatív darabokat hoz létre, amelyek a táncnak az esszenciáját, az emberi életben betöltött alapvető szerepét kutatják.

## Előadásai
2022
- Fonó-Dó / Nemzeti Táncszínház - Budapest, Magyarország

2021
- La Pomme de Vie / BBB KultPont - Budapest, Magyarország
- Lucifer Árnyéka / BBB KultPont - Budapest, Magyarország
- Táncra Fel! jam-sorozat / különböző helyszínek - Budapest, Magyarország
- Táncra Fel! online táncnépszerűsítő program / Instagram

2020
- Bardo / Bethlen Téri Színház - Budapest, Magyarország
- Fragile / MU Színház - Budapest, Magyarország

2019
- Rave / MU Színház - Budapest, Magyarország
- Tiszavirág / Bethlen Téri Színház - Budapest, Magyarország

2018
- Late Night Show / MU Színház - Budapest, Magyarország

2016
- Selfy / Španski Borci – Center Kulture - Ljubljana, Szlovénia

2013
- The Bridge / Volksroom Archiválva 2022. március 28-i dátummal a Wayback Machine-ben - Brüsszel, Belgium

## Díjai
- Koreográfusi Nívódíj, Bugojno, Bosznia-Hercegovina  (2014)
- Különdíj, III. Országos Ifjúsági Szólótáncverseny, Eger, Magyarország (2004)
- Noszlopy-díj, Marcali, Magyarország (2001)